# C18H34O
化学式C18H34O（摩尔质量：266.469 g/mol）可能指：
- 亚麻醇（英语：Linoleyl alcohol），CAS号：506-43-4
- 环十八酮，CAS号：6907-37-5

|  | 这个同类索引页列出了具有相同分子式的化学物（即同分異構體）条目。 除非您是有意链接至本页，否则应将相应条目的内部链接指向正确的条目。 |